# تقاطع البحر

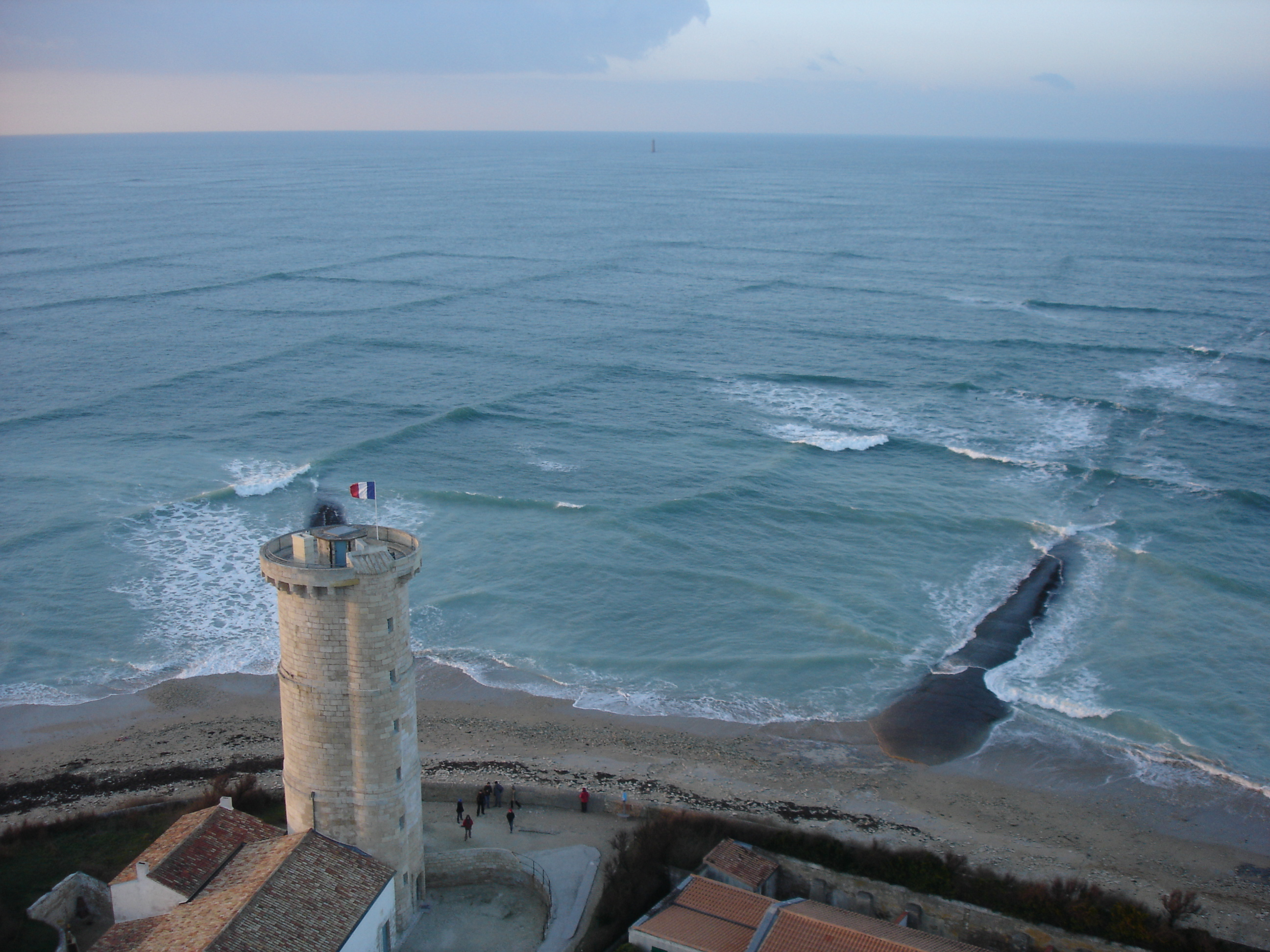
تقاطع المحيط في جزيرة ري

تَقاطُع البَحَرفي الملاحة السَّطحية تَقاطع البحر هُو حالة مِن حالات البحر مَع اثنتين مِن أمواج الرياح التي تُسافر في زوايا مائِلة. قَد يَحدث هذا عِندما تَستمر موجات الرياح القادِمة مِن منخفض جوي عَلى الرغم مِن تَحَوُّل الرياح.المَوجات المُتَولدة مِنَ الرِّياح الجَديدة تَعمل في زاوية باتجاه القديمة، وتَخلُق تَحول ونَمط خَطير. اثنين مِن المنخفضات الجوية البعيدة عَن بعضها البعض قد تَخلق تقاطُعات في البَحر عِندما تَجتمع المَوجات مِن كلا المنخفضين، وعادة في مكان بَعيد عَنهما. حَتى تُبَدَّد الأمواج القديمة، فإنها تُشكل خطراً على البحر. وهذه الحالة البَحرية شائِعة إلى حد ما، حيث وُجِدَ أنّ نِسبة أكبر حَوادث السُّفن وقعت في هذه الحالة. السفن الأجرة أفضل ضد المَوجات الكبيرَة عِند ما تَكون عامودية عَلى الموجة. وفي تقاطع البحر تَكون السُّفن أكثرَ عُرضة لِلضرب بِطريقة خطيرة.
يحدث تقاطع المحيط عندما تَكون المُنخفضات أطولَ فترة تَقاطُع، بدلاً مِن المَوجات القصيرة التي تُنتج الرِّياح.

## مَراجع
1. ↑  "Cross Sea". Glossary of Meteorology. American Meteorological Society. مؤرشف من الأصل في 2011-06-06. اطلع عليه بتاريخ 2007-11-28.
2. ↑  "Is the Cross Sea Dangerous?". وكالة الفضاء الأوروبية. 2010. مؤرشف من الأصل في 2014-05-03. اطلع عليه بتاريخ 2016-06-05. {{استشهاد بدورية محكمة}}: الاستشهاد بدورية محكمة يطلب |دورية محكمة= (مساعدة)
3. ↑  Bowditch، Nathaniel (1995). "Glossary C" (PDF). The American Practical Navigator. Bethesda, MD: الوكالة الوطنية للاستخبارات الجغرافية المكانية. ص. 758. ISBN:0-403-09895-5. مؤرشف من الأصل (PDF) في 2011-07-16. اطلع عليه بتاريخ 2017-09-19.